# Caddie

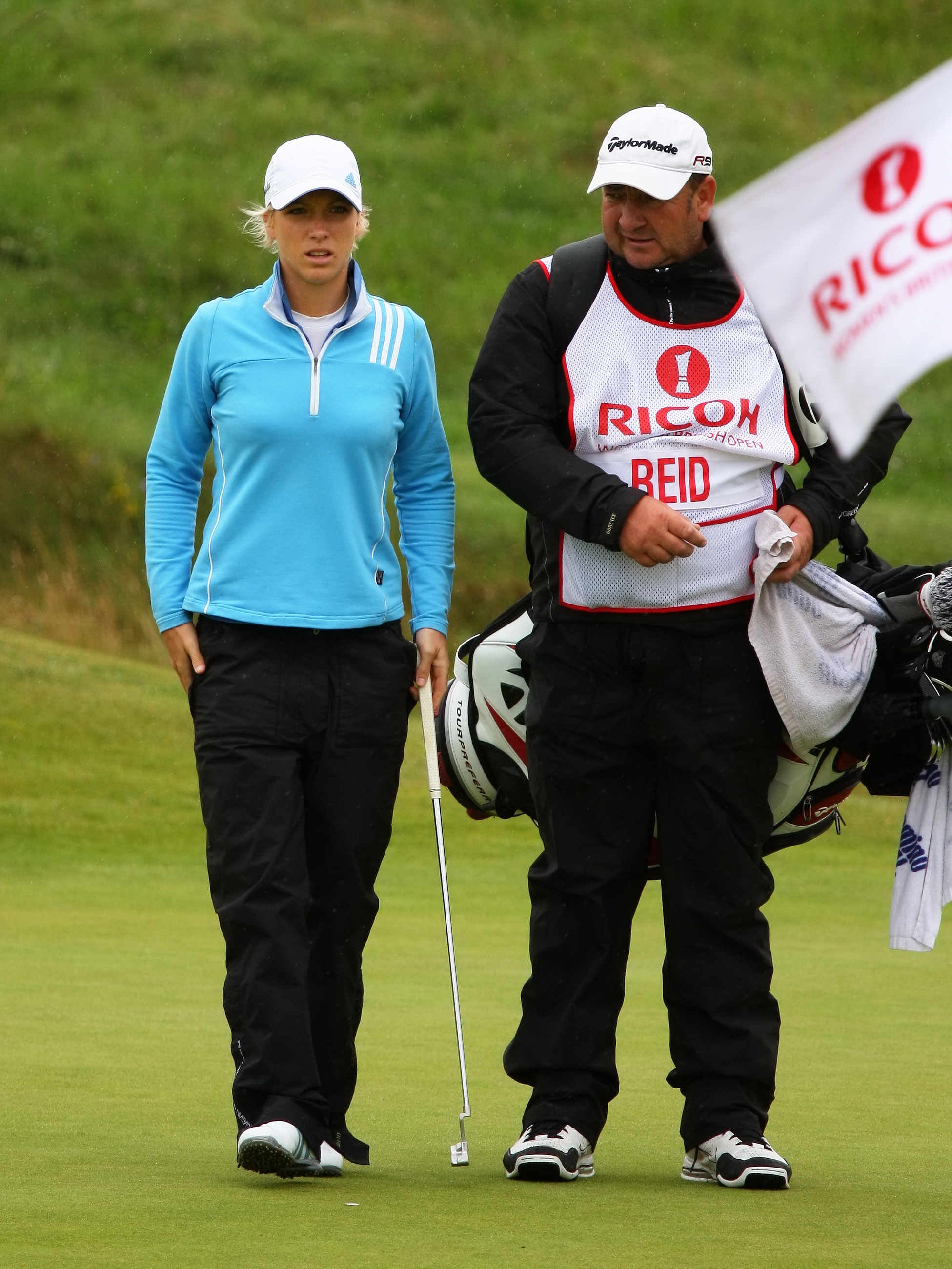
El caddie Lee Griffiths llevando la bolsa de la golfista Melissa Reid.

Caddie o caddy son términos de lengua inglesa utilizados también en español para designar a la persona que asiste a un golfista durante la práctica de su deporte. La asistencia proporcionada por el caddie incluye llevar la bolsa de palos del jugador, asesorarle sobre las condiciones de juego de la cancha, hacer recomendaciones sobre el palo a elegir para obtener una distancia o tipo de golpe deseados y dar apoyo moral al golfista.
Al parecer, el término caddie tiene su origen en la negligencia de los escoceses al hablar. Se dice que a los pajes de la corte de la reina María Estuardo se les llamaba cadet en francés. El nombre de estos cadetes se fue degenerando hasta llegar al más familiar caddie. En la región de Edimburgo, se llamaba así a todos los que hacían trabajos ínfimos, como mozos de cuerda, barrenderos, mozos de cuadra, etc.